# Rapid Application Development
Rapid Application Development（ラピッド・アプリケーション・デベロップメント、RAD）とは、ソフトウェアの開発を容易にする仕組みの1つである。ユーザーを含む少人数のチームで開発を進め、プロトタイプを作ってそれを評価するというサイクルを繰り返すことで、完成品に近づけていく。

## 特徴
統合開発環境（IDE）のような高機能な開発環境によるプログラミングの半自動化や、視覚的なユーザーインターフェイス（操作画面）の設計、モジュール開発などの機能を備える。
GUIを持つ一般的なソフトウェアの開発を例に取ると、RADではない開発ツールを用いて開発した場合、ウィンドウを一つ表示させるだけでもかなりの量のソースコードが必要になるが、RADツール、例えばVisual BasicやInterface Builderなどを用いた場合、プログラマがソースコードを書かなくても、GUI部品を視覚的に配置するだけでウィンドウを作れる。
また、ウィンドウにボタンやテキストボックスなどのGUI部品を配置して、ユーザー操作に対する処理を関連付けようとすれば、ハンドルの取得から属性の設定、ウィンドウメッセージの処理までプログラマがソースを書く必要があるが、前述のようなソフトウェアではそのような処理は開発ツールが自動的に行ってくれる。つまり大雑把にいうならば、多くのソフトウェアに共通している処理を担うソースを書かなくても自動的に実装してくれるのがRADツールであり、プログラマーは個々のソフトウェアに必要な固有の機能を担うソースだけを書けばすむのである。これによって結果的に開発が容易になる。
RADツールを用いた開発の一般的なデメリットとしては、開発されたソフトウェアの動作速度が遅くなる、実行ファイルのサイズが大きくなる、などがよく挙げられる。しかし、このような傾向は、あくまで開発ソフトウェアによるので、RADを用いたからといって、必ずしもそのようなことが起こるわけではない。またGUIの設計以外の作業が多いソフトウェアを開発する場合、RADの持つ長所を十分に発揮できない。

## RADツール
- Qt
- Motif
- GTK
- MonoDevelop
- Delphi
- C++ Builder
- Microsoft Visual Studio
- Microsoft Visual Basic
- Microsoft Access
- Interface Builder
- ActiveBasic
- REALbasic
- 4th Dimension
- Sapiens
- Oracle Developer
- PowerBuilder
- FileMaker
- MRDB